# Manuel Pancorbo
Manuel Pancorbo Chica (n. Torredelcampo, Jaén (Espanya); 7 de juliol de 1966), atleta de fons i mig fons espanyol, sent un dels principals atletes espanyols des de finals dels anys 1980 fins a principis del segle xxi.

## Trajectòria
Gairebé tota la seva carrera esportiva va estar lligat al club madrileny Larios A.A.M., que després va passar a denominar-se Airtel A.A.M., encara que els seus majors èxits els va aconseguir com a membre de la selecció espanyola a la qual va representar en 24 ocasions. Primer va destacar en 1.500 m, es perfilava com un dels hereus de José Luis González i José Manuel Abascal, i així als jocs olímpics de Barcelona 1992, va aconseguir arribar a la final, en la qual el seu compatriota Fermín Cacho es va fer amb l'or, mentre Pancorbo es quedava amb un meritori onzè lloc, fora dels diplomes olímpics. Tornaria a participar en la prova de 1.500 m. en els mundials de 1993 i en els europeus de 1994, aconseguint lloc de finalista en quedar sisè en aquesta última competició. El 1994 a la final en què es classificava sisè, els altres dos espanyols, Fermín Cacho i Isaac Viciosa guanyaven l'or i la plata respectivament. Aquest fet, i la irrupció d'una altra jove promesa del 1.500 m., va fer que Manuel es passés a la prova de 5.000 m. En aquesta prova participaria sense gaire èxit als Jocs Olímpics d'Atlanta 1996, no aconseguint classificar-se per a la final. Sí ho va aconseguir als mundials de 1997 i 1999, en els quals no va aconseguir plaça de finalista malgrat que va tenir actuacions destacades. A nivell continental li van arribar els seus millors èxits, especialment la medalla de plata que va aconseguir al Campionat d'Europa de 1998, sent superat només pel seu compatriota Isaac Viciosa. També va obtenir meritòries actuacions a la superlliga d'atletisme de 1995 a 1998. També va aconseguir una medalla de plata en 3.000 m. al campionat d'Europa de pista coberta de 1998.

## Palmarès
Internacional
- Europeu Aire Lliure Budapest 1998 — 5.000 m — medalla de Plata amb una marca de 13.38.03
- Europeu pista Coberta València 1998 — 3.000 m — medalla de Plata amb una marca de 7.55.23
- Europeu de Cross Ferrara 1998 — Manuel Pancorbo participa amb la selecció espanyola que aconsegueix la medalla de Bronze per equips amb 68 punts.
- Campionat Iberoamericà Mèxic 1998 — 1.500 m — medalla d'Or amb una marca de 3.52.11
- Superlliga Lillle 1995 — 5.000 m — va obtenir un 3r lloc amb una marca de 13.48.93
- Superlliga Madrid 1996 — 5.000 m — va obtenir un 2n lloc amb una marca de 13.55.18
- Superlliga Múnic 1997 — 3.000 m — va obtenir un 2n lloc amb una marca de 7.41.60
- Superlliga Sant Petersburg 1998 — 3.000 m — 2n lloc amb una marca de 7.42.24

Nacional
- Campionat d'Espanya de 5.000 m a l'aire lliure: 1997, 1998
  - 1997 14.01.84
  - 1998 13.51.88
- Campionat d'Espanya de 1.500 m en Pista coberta: 1994
  - 1994 3.51.88
- Campionat d'Espanya de 3.000 m en Pista coberta: 1998
  - 1998 8.04.74

## Premis, reconeixements i distincions
- Medalla de Bronze de la Reial Orde del Mèrit Esportiu, atorgada pel Consell Superior d'Esports (1999)